# Кокмач
Кокмач — це страва туркменської кухні з обсмаженого м'яса. Подається, як правило, з гарніром.

## Приготування
Перед приготуванням туркменські кухарі великий шматок баранини насаджують на високу палицю, вкопану в землю. У такому вигляді це м'ясо залишають на сонці на декілька днів. Потім знімають, миють і починають готувати. Спочатку нарізають баранину на порції, приблизно вагою по 100 грам. Потім ці куски м'яса потрібно відбити кухонним молотком та обов'язково посолити й поперчити за смаком. Саме м'ясо потрібно обсмажити на баранячому жирі. Подається страва з картоплею (наприклад, картоплею-фрі) або з відвареним рисом.

## Інгредієнти страви
- Баранина — 170—200 г
- сало бараняче — 10 г
- сіль,
- спеції за смаком.

Для гарніру:
- картопля або рис відварний — 200 г